# Diecezja Rarotonga
Diecezja Rarotonga – diecezja Kościoła rzymskokatolickiego obejmująca całość Wysp Cooka oraz Niue. 

## Historia
Katoliccy misjonarze zostali zaproszeni na Wyspy Cooka w 1894, głównie w celu zapewniania edukacji. Dotychczas od ponad 70 lat na wyspach działali jedynie misjonarze protestanccy.
W 1922 powstała prefektura apostolska Cook i Manihiki. Cztery lata później jej nazwę zmieniono na prefektura apostolska Wysp Cooka. W 1948 prefektura została podniesiona do rangi wikariatu apostolskiego, a w 1966 została diecezją pod obecną nazwą. Choć kanonicznie diecezja należy do metropolii Suvy, co wskazywałoby na bliskie więzy z Kościołem fidżyjskim, w praktyce znacznie bardziej związana jest z Kościołem nowozelandzkim (Wyspy Cooka są zresztą blisko powiązane z Nową Zelandią także w życiu świeckim – politycznie i gospodarczo). Tradycyjnie ordynariuszami diecezji zostają kapłani nowozelandzcy, którzy często są później przenoszeni na stolice biskupie w samej Nowej Zelandii.

## Ordynariusze

### Prefekci apostolscy
- Bernardin Castanié SSCC (1923 – 1939)
- John David Hubaldus Lehman SSCC (1939 – 1948)

### Wikariusze apostolscy
- John David Hubaldus Lehman SSCC (1948 – 1959)
- Hendrick Joseph Cornelius Maria de Cocq SSCC (1964 – 1966)

### Biskupi
- Hendrick Joseph Cornelius Maria de Cocq SSCC (1966 – 1971)
  - John Rodgers SM (1971 – 1973) administrator apostolski, do 1972 biskup Tonga
- John Rodgers SM (1973 – 1977) następnie mianowany biskupem pomocniczym Auckland
- Denis Browne (1977 – 1983) następnie mianowany biskupem Auckland
- Robin Leamy SM (1984 – 1996)
- Stuart O’Connell SM (1996 – 2011)
- Paul Donoghue SM (2011 – 2024)
- Reynaldo Getalado (od 2024)

### Biskupi pomocniczy
- Reynaldo Getalado (koadiutor) (2023 – nadal)